# Ван дер Вер, Корнелия
Корнелия ван дер Вер (нидерл. Cornelia van der Veer; 30 августа 1639, Амстердам, Республика Соединённых провинций — 18 октября 1704, там же) — нидерландская поэтесса, одна из первых женщин, сочинявших политические памфлеты; наряду с Катариной Квестирс (нидерл. Catharina Questiers; 1631 — 1669) и Катариной Лескайлье (нидерл. Katharyne Lescailje; 1649 — 1711) является известным автором нидерландской поэзии второй половины XVII века.

## Биография
Корнелия ван дер Вер родилась в Амстердаме 30 августа 1639 года в многодетной семье Альберта Питерса и Корнелии Корнелис. У будущей поэтессы было шестнадцать братьев и сестер. Их дом находился возле плотины Сардаммер Вер, и часть названия плотины со временем стала фамилией семьи.
Корнелия ван дер Вер не была замужем. Точная дата смерти поэтессы неизвестна. Существует предположение, что поэтесса умерла после 10 апреля 1702 года, вероятно в октябре 1704 года, так, как известно, что 18 октября того же года она была похоронена.
За всю жизнь ею было написано около 135 стихотворений. Часть из них была издана отдельными брошюрами между 1666 и 1675 годами. Поэтесса также является автором шести политических памфлетов, посвящённых событиям Второй и Третьей англо-голландских войн и правлению короля Вильгельма III. Таким образом, она стала одной из первых женщин в Нидерландах, публично участвовавших в политической дискуссии.
Известно о дружбе Корнелии ван дер Вер с поэтессами-современницами Катариной Квестирс и Катариной Лескайлье. Её поэтическая переписка с Катариной Квестирс была опубликована в 1665 году, и включала свыше 50 стихотворений самой поэтессы. С 1674 года она вела поэтическую переписку с Катариной Лескайлье, которая продолжалась в течение двух лет.
Остальные стихотворения поэтессы, включая дарственные посвящения, вошли в состав 10 антологий и сборников. Её последнее сочинение датируется апрелем 1702 года. Ода Корнелии ван дер Вер, посвященная поэту Йоану Леонардсу Блазиусу, получила высокую оценку со стороны старших поэтов-современников Йоста ван ден Вондела и Константейна Хёйгенса.